# Eleccions locals unificades del Japó de 1947
Les eleccions locals unificades del Japó de 1947 (第1回統一地方選挙 dai-ikkai tōitsu chihō senkyo) van ser unes eleccions de caràcter local que se celebraren a totez les prefectures i municipis del Japó en abril de 1947. Van ser les primeres eleccions locals democràtiques (almenys en l'elecció de governadors i batlles) en la història del Japó, després de l'aprovació aquell mateix any de la constitució del Japó. Malauradament per la seua antigor, no es disposen de totes les dades d'aquells comicis.

## Resultats

### Governadors prefecturals
La gran majoria dels governadors sortints eren buròcrates imposats pel govern resultant de l'ocupació nord-americana del Japó. Molts d'aquests buròcrates van presentar-se a les primeres eleccions a governador, aconseguint el càrrec de manera democràtica molts d'ells.
| Prefectura | Governador antic    | Partit | Partit                     | Governador electe    | Partit | Partit                     |
| ---------- | ------------------- | ------ | -------------------------- | -------------------- | ------ | -------------------------- |
| Hokkaido   | Toshibumi Tanaka    |        | Partit Socialista del Japó | Toshibumi Tanaka     |        | Partit Socialista del Japó |
| Aomori     | Fuyuo Hayasaka      |        | Independent                | Bunji Tsushima       |        | Partit Democràtic          |
| Iwate      | Shigeo Hikita       |        | Independent                | Kenkichi Kokubun     |        | Grangers d'Iwate           |
| Miyagi     | Danjirō Watanabe    |        | Independent                | Saburō Chiba         |        | Independent                |
| Akita      | Mizuyoshi Watanabe  |        | Independent                | Kōsaku Hasuike       |        | Partit Democràtic          |
| Yamagata   | Satoru Oda          |        | Independent                | Michio Murayama      |        | Independent                |
| Fukushima  | Masami Aga          |        | Independent                | Kanichirō Ishihara   |        | Independent                |
| Ibaraki    | Kōichirō Kunishio   |        | Independent                | Yōji Tomosue         |        | Independent                |
| Tochigi    | Kiyoshi Ikeda       |        | Independent                | Jūkichi Kodaira      |        | PLJ-PPJ                    |
| Gunma      | Ryōzō Okuda         |        | Independent                | Shigeo Kitano        |        | Partit Democràtic          |
| Saitama    | Hitoshi Miyawaki    |        | Independent                | Jitsuzō Nishimura    |        | Independent                |
| Chiba      | Tadamitsu Hirohashi |        | Independent                | Tamenosuke Kawaguchi |        | Partit Liberal del Japó    |
| Tòquio     | Seiichirō Yasui     |        | Independent                | Seiichirō Yasui      |        | Independent                |
| Kanagawa   | Hiroshi Watanabe    |        | Independent                | Iwatarō Uchiyama     |        | Independent                |
| Niigata    | Hideo Aoki          |        | Independent                | Shōhei Okada         |        | Independent                |
| Toyama     | Seiichi Hane        |        | Independent                | Tetsuji Tachi        |        | PLJ-PD-PPJ-PAJ             |
| Ishikawa   | Yūichi Kōri         |        | Independent                | Wakio Shibano        |        | Independent                |
| Fukui      | Satoru Yoshikawa    |        | Independent                | Harukazu Obata       |        | Independent                |
| Yamanashi  | Michiya Toyohara    |        | Independent                | Katsuyasu Yoshie     |        | Independent                |
| Nagano     | Yoshio Iyoku        |        | Independent                | Torao Hayashi        |        | Partit Socialista del Japó |
| Gifu       | Kōkichi Masumoto    |        | Independent                | Kamon Mutō           |        | Independent                |
| Shizuoka   | Akimoto Kawai       |        | Independent                | Takeji Kobayashi     |        | Independent                |
| Aichi      | Hideo Aoyagi        |        | Independent                | Hideo Aoyagi         |        | Independent                |
| Mie        | Yoshinobu Yagi      |        | Independent                | Masaru Aoki          |        | Independent                |
| Shiga      | Saburōsuke Okamoto  |        | Independent                | Iwakichi Hattori     |        | Partit Liberal del Japó    |
| Kyoto      | Yoshiaki Yamamoto   |        | Independent                | Atsushi Kimura       |        | Independent                |
| Osaka      | Takekuni Takatsuji  |        | Independent                | Bunzō Akama          |        | Partit Liberal del Japó    |
| Hyogo      | Naoto Endō          |        | Independent                | Sachio Kishida       |        | Societat Civil de Hyogo    |
| Nara       | Yutaka Taniguchi    |        | Independent                | Mansaku Nomura       |        | Independent                |
| Wakayama   | Yoshihiro Takahashi |        | Independent                | Shinji Ono           |        | Partit Liberal del Japó    |
| Tottori    | Chūichi Yoshida     |        | Independent                | Aiji Nishio          |        | Independent                |
| Shimane    | Muneo Toga          |        | Independent                | Fujirō Hara          |        | Partit Democràtic          |
| Okayama    | Shōtarō Teshima     |        | Independent                | Hirokichi Nishioka   |        | Independent                |
| Hiroshima  | Tokiichirō Takewaka |        | Independent                | Tsunoi Kusunose      |        | Independent                |
| Yamaguchi  | Ichirō Aoyagi       |        | Independent                | Tatsuo Tanaka        |        | Independent                |
| Tokushima  | Katsuya Satō        |        | Independent                | Gorō Abe             |        | Partit Socialista del Japó |
| Kagawa     | Eiichi Nagase       |        | Independent                | Keikichi Masuhara    |        | Independent                |
| Ehime      | Hitoshi Matsushita  |        | Independent                | Shigetomi Aoki       |        | Partit Democràtic d'Ehime  |
| Kōchi      | Naomi Nishimura     |        | Independent                | Wakaji Kawamura      |        | Independent                |
| Fukuoka    | Ryūji Iwashige      |        | Independent                | Katsuji Sugimoto     |        | Partit Socialista del Japó |
| Saga       | Kuniharu Kanayama   |        | Independent                | Genichi Okimura      |        | Independent                |
| Nagasaki   | Ichirō Takahashi    |        | Independent                | Sōjirō Sugiyama      |        | Partit Socialista del Japó |
| Kumamoto   | Naoto Suzuki        |        | Independent                | Saburō Sakurai       |        | Independent                |
| Oita       | Tetsuo Wakuda       |        | Independent                | Tokuju Hosoda        |        | Independent                |
| Miyazaki   | Yutaka Morimoto     |        | Independent                | Tadao Annaka         |        | Independent                |
| Kagoshima  | Kiyoto Hashizume    |        | Independent                | Kaku Shigenari       |        | Independent                |